# Asamblea Legislativa (Edificio)
El Edificio Asamblea Legislativa es un edificio de 80 metros de altura que cuenta con 18 plantas sobre el nivel de suelo y cuatro pisos de sótanos, ubicado en la ciudad de San José, capital de Costa Rica. Diseñado por el arquitecto Javier Salinas, este edificio tuvo un costo de más de $149 122 807.
El edificio empezó a construirse el 7 de marzo de 2018 y fue formalmente concluido en octubre de 2020. Se ubica entre la Avenida Central, la Avenida Central y la calle 15, al costado sur del Tribunal Supremo de Elecciones. 
Así como con el edificio anterior, su ubicación sobre el sector de Cuesta de Moras de la Avenida Central hace que se le denomine coloquialmente con el nombre de «Cuesta de Moras» al órgano legislativo.
La construcción de un nuevo inmueble era urgente debido a que se terminó la vida útil del edificio anterior.

## Antecedentes
Hasta octubre de 2020,  la Asamblea Legislativa tuvo su sede en el Edificio Central, ubicado entre Avenida Central y Avenida Primera, entre calles 15 y 17, en una edificación que inició su construcción en 1937, con el propósito de ser la Casa Presidencial. 

### Edificio Central
La construcción del Edificio Central, anterior sede de la Asamblea Legislativa, se inició en 1937, con la idea original de ubicar la nueva Casa Presidencial. Los materiales de construcción se trajeron de Europa, principalmente Alemania y Checoslovaquia.  Al estallar la Segunda Guerra Mundial la construcción se paralizó, reanudándose en 1957. En seis meses se terminó la construcción y en marzo de 1958 se estableció como sede de la Asamblea Legislativa. En poco tiempo, las personas identificaron la nueva  sede legislativa con el nombre que tenía el sitio desde la época colonial.

### Situación anterior
Aparte del Edificio Central, el poder legislativo se encontraba albergado en un total de 14 edificios distribuidos entre Los Yoses y la avenida central, calle 15; de los cuales ocho son de su propiedad y otros seis son alquilados, lo cual causa problemas logísticos de trabajo y comunicación, así como gastos continuos no reembolsables y en ocasiones muy onerosos.
Estos inmuebles no fueron pensados para albergar oficinas, sino que fueron diseñados para funcionar como casa de habitación, colegio u otro.
La gran mayoría de las instalaciones se encuentran deterioradas, con orden de cierre sanitario por parte del Ministerio de Salud y no cuentan con espacio físico ni condiciones mínimas para que los funcionarios de sus servicios se desempeñen de manera adecuada.
Además, con el crecimiento que ha experimentado la Asamblea Legislativa, el edificio principal se ha ido modificando, llegando al punto de cerrar pasillos y balcones para crear espacios para oficinas, en las que los funcionarios se encuentran hacinados. 
Dado el estado en que se encuentran los edificios que son Patrimonio Histórico, la Asamblea Legislativa debe invertir constantemente en su reparación, remodelación y mantenimiento. Anualmente se gastan entre ¢200 y ¢280 millones en pintura, pisos, cubiertas, goteras y filtraciones, entre otros, para mantenerlos funcionando, pero sin solucionar los problemas de fondo.

## Polémica
El diseño arquitectónico ha sido criticado por motivos estéticos; en particular, por la falta de ventanas y vistas al exterior, y por su color oscuro.
También, al contratista, quien también diseño el Directorio Legislativo 2014-2015, se le fijó un límite de costo del proyecto total (oficinas y 2 estacionamientos) de $60 millones, pero es posible que supere en mucho ese límite.